# Upton (Bexley)
Pour les articles homonymes, voir Upton (homonymie).
Upton est une zone anglaise située au sud-est de Londres, dans le borough londonien de Bexley.